# Jason Patric
Jason Patric, nome d'arte di John Anthony Miller III (New York, 17 giugno 1966), è un attore statunitense.

## Biografia
John Anthony è figlio unico dell'attore e drammaturgo Jason Miller e dell'attrice Linda Gleason, il cui padre era l'attore Jackie Gleason; i suoi genitori divorziarono quando aveva 7 anni. Debutta nel 1986 con il film I guerrieri del sole, successivamente recita nel film Ragazzi perduti. Tra i film più importanti a cui ha partecipato, spicca su tutti Sleepers di Barry Levinson, al fianco di Brad Pitt, Robert De Niro, Dustin Hoffman e Vittorio Gassman. Inoltre, ha recitato in film come La custode di mia sorella, Speed 2 - Senza limiti, Amici & vicini, Narc - Analisi di un delitto e Alamo - Gli ultimi eroi.

## Vita privata
Patric ha avuto una relazione con Robin Wright, in seguito con Julia Roberts, pochi giorni dopo che lei aveva annullato il matrimonio con Kiefer Sutherland nel giugno 1991. Nel 1993 ha iniziato una relazione con Jennifer Jason Leigh, da cui si è separato nel 1994, dopo un anno di convivenza. Dallo stesso anno ha avuto una relazione, che durerà fino al 2000, con la modella Christy Turlington. Nel 2002 si è fidanzato con Danielle Schreiber, da cui ha avuto un figlio, Gus, nato nel 2010 tramite fecondazione assistita. La coppia si è separata nel maggio 2012, dopo dieci anni di relazione discontinua.

## Filmografia

### Cinema
- I guerrieri del sole (Solarbabies), regia di Alan Johnson (1986)
- Ragazzi perduti (The Lost Boys), regia di Joel Schumacher (1987)
- Belva di guerra (The Beast of War), regia di Kevin Reynolds (1988)
- Denial, regia di Erin Dignam (1990)
- Più tardi al buio (After Dark, My Sweet), regia di James Foley (1990)
- Frankenstein oltre le frontiere del tempo (Frankenstein Unbound), regia di Roger Corman (1990)
- Effetto allucinante (Rush), regia di Lili Fini Zanuck (1991)
- Geronimo (Geronimo: An American Legend), regia di Walter Hill (1994)
- Il viaggio di August (The Journey of August King), regia di John Duigan (1995)
- Sleepers (Sleepers), regia di Barry Levinson (1996)
- Speed 2 - Senza limiti (Speed 2: Cruise Control), regia di Jan de Bont (1997)
- Incognito, regia di John Badham (1997)
- Amici & vicini (Your Friends & Neighbors), regia di Neil LaBute (1998)
- Narc - Analisi di un delitto (Narc), regia di Joe Carnahan (2002)
- Alamo - Gli ultimi eroi (The Alamo), regia di John Lee Hancock (2004)
- Walker Payne, regia di Matt Williams (2006)
- Parcheggio scaduto (Expired), regia di Cecilia Miniucchi (2007)
- Nella valle di Elah (In the Valley of Elah), regia di Paul Haggis (2007)
- Downloading Nancy, regia di Johan Renck (2008)
- La custode di mia sorella (My Sister's Keeper), regia di Nick Cassavetes (2009)
- The Losers, regia di Sylvain White (2010)
- Keyhole, regia di Guy Maddin (2011)
- Cavemen, regia di Herschel Faber (2013)
- The Outsider, regia di Brian A Miller (2014)
- The Prince - Tempo di uccidere (The Prince), regia di Brian A Miller (2014)
- The Abandoned, regia di Eytan Rockaway (2015)
- Lost & Found, regia di Joseph Itaya (2016)
- Home Invasion - Assediati in casa (Home Invasion), regia di David Tennant (2016)
- Il destino di un soldato (The Yellow Birds), regia di Alexandre Moors (2017)
- Gangster Land (In the Absence of Good Men), regia di Timothy Woodward Jr. (2017)
- Big Kill, regia di Scott Martin (2018)
- L'ora della verità (The Vanished), regia di Peter Facinelli (2020)
- Runt, regia di William Coakley (2020)
- Becoming, regia di Omar Naim (2020)
- 1943 - Il filo della libertà (Burning at Both Ends), regia di Matthew Hill e Landon Johnson (2022)
- Terrifier 3, regia di Damien Leone (2024)
- Armor, regia di Justin Routt (2024)

### Televisione
- La forza d'amare (Toughlove), regia di Glenn Jordan – film TV (1985)
- Tilda, regia di Bill Condon – film TV (2011)
- Wayward Pines – serie TV, 10 episodi (2016)
- Law & Order: Organized Crime – serie TV (2025-in corso)

## Doppiatori italiani
Nelle versioni in italiano delle opere in cui ha recitato, Jason Patric è stato doppiato da:
- Tonino Accolla in I guerrieri del sole, Speed 2 - Senza limiti
- Luca Ward in Sleepers, Amici & vicini
- Massimo Rossi in Narc - Analisi di un delitto, Nella valle di Elah
- Alessio Cigliano ne La custode di mia sorella, Wayward Pines
- Alessandro Quarta in The Losers, 1943 - Il filo della libertà
- Gianni Giuliano in Ragazzi perduti
- Roberto Chevalier in Belva di guerra
- Domenico Strati in Più tardi al buio
- Massimo Lodolo in Frankenstein oltre le frontiere del tempo
- Stefano Benassi in Effetto allucinante
- Antonio Sanna in Geronimo
- Andrea Ward in Alamo - Gli ultimi eroi
- Francesco Prando in The Prince - Tempo di uccidere
- Vittorio Guerrieri in Il destino di un soldato
- Teo Bellia in Gangster Land
- Michele Di Mauro ne L'ora della verità
- Marco De Risi in Terrifier 3
- Massimo De Ambrosis in Armor